# Scarpa d'oro 2016
La Scarpa d'oro 2016 è il riconoscimento calcistico assegnato al miglior marcatore in Europa tenendo conto delle marcature messe a segno nel rispettivo campionato e del Coefficiente UEFA nella stagione sportiva 2015-2016 e/o nella stagione 2015 per i campionati che si svolgono nell'anno solare.
Il premio è stato vinto da Luis Suárez grazie ai 40 gol siglati nella Primera División corrispondenti a 80 punti. Per l'uruguaiano si tratta del secondo trionfo dopo quello ottenuto nel 2014.

## Classifica finale
Questa la classifica relativa alle prime posizioni della competizione, aggiornata al 15 maggio 2016:
| Pos | Campionato       | Nome                      | Squadra             | Gol | C-UEFA | Punti |
| --- | ---------------- | ------------------------- | ------------------- | --- | ------ | ----- |
| 1   | Primera División | Luis Suárez               | Barcellona          | 40  | x2     | 80    |
| 2   | Serie A          | Gonzalo Higuaín           | Napoli              | 36  | x2     | 72    |
| 3   | Primera División | Cristiano Ronaldo         | Real Madrid         | 35  | x2     | 70    |
| 4   | Primeira Liga    | Jonas                     | Benfica             | 32  | x2     | 64    |
| 5   | Bundesliga       | Robert Lewandowski        | Bayern Monaco       | 30  | x2     | 60    |
| 6   | Ligue 1          | Zlatan Ibrahimović        | Paris Saint-Germain | 38  | x1,5   | 57    |
| 7   | Primeira Liga    | Islam Slimani             | Sporting Lisbona    | 27  | x2     | 54    |
| 8   | Ligat ha'Al      | Eran Zahavi               | Maccabi Tel Aviv    | 35  | x1,5   | 52,5  |
| 9   | Primera División | Lionel Messi              | Barcellona          | 26  | x2     | 52    |
| 10  | Bundesliga       | Pierre-Emerick Aubameyang | Borussia Dortmund   | 26  | x2     | 52    |
| 10  | Premier League   | Harry Kane                | Tottenham           | 25  | x2     | 50    |
| 12  | Premier League   | Jamie Vardy               | Leicester City      | 24  | x2     | 48    |
| 12  | Primera División | Neymar                    | Barcellona          | 24  | x2     | 48    |
| 12  | Premier League   | Sergio Agüero             | Manchester City     | 24  | x2     | 48    |
| 12  | Primera División | Karim Benzema             | Real Madrid         | 24  | x2     | 48    |
| 16  | Primera División | Antoine Griezmann         | Atlético Madrid     | 22  | x2     | 44    |
| 17  | Ekstraklasa      | Nemanja Nikolic           | Legia Varsavia      | 28  | x1,5   | 42    |
| 18  | Eredivisie       | Vincent Janssen           | AZ Alkmaar          | 27  | x1,5   | 40,5  |
| 19  | Bundesliga       | Thomas Müller             | Bayern Monaco       | 20  | x2     | 40    |
| 19  | Primera División | Aritz Aduriz              | Athletic Bilbao     | 20  | x2     | 40    |
| 19  | Primeira Liga    | Kostas Mitroglou          | Benfica             | 20  | x2     | 40    |
| 22  | Eredivisie       | Luuk de Jong              | PSV                 | 26  | x1,5   | 39    |
| 22  | Süper Lig        | Mario Gómez               | Beşiktaş            | 26  | x1,5   | 39    |
| 24  | Serie A          | Paulo Dybala              | Juventus            | 19  | x2     | 38    |
| 24  | Primera División | Gareth Bale               | Real Madrid         | 19  | x2     | 38    |
| 26  | 1. HNL           | Ilija Nestorovski         | Inter Zaprešić      | 25  | x1,5   | 37,5  |
| 27  | Primera División | Rubén Castro              | Real Betis          | 18  | x2     | 36    |
| 27  | Premier League   | Romelu Lukaku             | Everton             | 18  | x2     | 36    |
| 27  | Serie A          | Carlos Bacca              | Milan               | 18  | x2     | 36    |
| 30  | Primera División | Lucas Pérez               | Deportivo La Coruña | 17  | x2     | 34    |

## Attribuzione del coefficiente UEFA
- Per i campionati che si trovano dal 1º al 5º posto del coefficiente UEFA i gol del giocatore vanno moltiplicati per 2 (Spagna, Inghilterra, Germania, Italia, Portogallo).
- Per i campionati che si trovano dal 6º al 21º posto del coefficiente UEFA i gol del giocatore vanno moltiplicati per 1,5 (Francia, Russia, Ucraina, Paesi Bassi, Belgio, Svizzera, Turchia, Grecia, Repubblica Ceca, Romania, Austria, Croazia, Polonia, Cipro, Israele, Bielorussia).
- Per i campionati che si trovano dal 22º posto in giù del coefficiente UEFA i gol del giocatore vanno moltiplicati per 1.